# کلود بابه
کلود بابه (انگلیسی: Claude Babé؛ زادهٔ ۱۷ ژانویهٔ ۱۹۷۰) بازیکن فوتبال اهل گابن بود.
وی همچنین در تیم ملی فوتبال گابن بازی کرده است.